# Championnat d'Europe masculin de hockey en salle 2020
Navigation
Championnat d'Europe 2018 Championnat d'Europe 2022
Le championnat d'Europe masculin de hockey en salle 2020 est la 19e édition du Championnat d'Europe masculin de hockey en salle. Il a lieu du 17 au 19 janvier 2020 à Berlin en Allemagne.
L'Allemagne a gagné son 16e titre en battant l'Autriche 6-3 en finale.

## Équipes
| Dates              | Événement                                       | Lieu   | Pays qualifiés                                      | Rang FIH    | Poule |
| ------------------ | ----------------------------------------------- | ------ | --------------------------------------------------- | ----------- | ----- |
| 12-14 janvier 2018 | Championnat d'Europe de hockey en salle 2018    | Anvers | Autriche Belgique Tchéquie Allemagne Pologne Russie | 1 7 3 2 5 6 | A B A |
| 12-14 janvier 2018 | Championnat d'Europe II de hockey en salle 2018 | Alanya | Pays-Bas Ukraine                                    | 9 19        | B A   |

## Premier tour

### Groupe A
| Rang | Équipe   | Pts | J | G | N | P | Bp | Bc | Diff |
| ---- | -------- | --- | - | - | - | - | -- | -- | ---- |
| 1    | Autriche | 9   | 3 | 3 | 0 | 0 | 16 | 7  | +9   |
| 2    | Russie   | 6   | 3 | 2 | 0 | 1 | 13 | 12 | +1   |
| 3    | Pologne  | 3   | 3 | 1 | 0 | 2 | 12 | 14 | -2   |
| 4    | Ukraine  | 0   | 3 | 0 | 0 | 3 | 8  | 16 | -8   |

| 17 janvier 2020 | Pologne                             | 5 - 4   | Ukraine                                        |                                      |                                      |
| 10h00           | Kasprzyk 5, 13e · Hulboj 8, 10, 32e | (4 - 3) | Kalinchuk 4, 5e · Diachuk 17e · Koshelenko 31e | Arbitrage : Ben Goentgen Fraser Bell | Arbitrage : Ben Goentgen Fraser Bell |
| 10h00           | Kurowski 34e                        | Rapport | Koshelenko 27e                                 | Arbitrage : Ben Goentgen Fraser Bell | Arbitrage : Ben Goentgen Fraser Bell |

| 17 janvier 2020 | Autriche                                                 | 5 - 3   | Russie                                      |                                             |                                             |
| 11h15           | Unterkircher 7, 31e · Körper 22e · Stanzl 26e · Bele 37e | (1 - 3) | Kuraev 2e · Arusiia 9e · Khairullin 16e     | Arbitrage : Michael Pontus Antonio Ilgrande | Arbitrage : Michael Pontus Antonio Ilgrande |
| 11h15           | Unterkircher 30e                                         | Rapport | Kuraev 17e · Borisov 27e · Proskuriakov 39e | Arbitrage : Michael Pontus Antonio Ilgrande | Arbitrage : Michael Pontus Antonio Ilgrande |

| 17 janvier 2020 | Russie                                                       | 5 - 3   | Ukraine                         |                                               |                                               |
| 16h00           | Artemov 3e · Kuraev 15e · Nadyrshin 20, 31e · Khairullin 28e | (3 - 3) | Kalinchuk 4, 8e · Yasinskyi 17e | Arbitrage : Sean Edwards Lukasz Zwierzchowski | Arbitrage : Sean Edwards Lukasz Zwierzchowski |
| 16h00           | Rapport                                                      |         |                                 | Arbitrage : Sean Edwards Lukasz Zwierzchowski | Arbitrage : Sean Edwards Lukasz Zwierzchowski |

| 17 janvier 2020 | Pologne                                | 3 - 5   | Autriche                                 |                                     |                                     |
| 17h15           | Hulboj 10, 25e · Kasprzyk 37e          | (1 - 1) | Hasun 2e · Körper 25, 27, 40e · Bele 26e | Arbitrage : Lee Barron Andres Ortiz | Arbitrage : Lee Barron Andres Ortiz |
| 17h15           | Pawlak 19e · Kasprzyk 32e · Hulboj 33e | Rapport | Unterkircher 13e · Fröhlich 35e          | Arbitrage : Lee Barron Andres Ortiz | Arbitrage : Lee Barron Andres Ortiz |

| 18 janvier 2020 | Autriche                                                  | 6 - 1   | Ukraine                                                    |                                          |                                          |
| 09h00           | Körper 10, 15,e · Bele 25, 31, 37e · Fröhlich Körper 35,e | (2 - 1) | Kalinchuk 3e                                               | Arbitrage : Antonio Ilgrande Fraser Bell | Arbitrage : Antonio Ilgrande Fraser Bell |
| 09h00           | Unterkircher 21e                                          | Rapport | Diachuk 14e · Shevchuk 24e · Onofriiuk 25e · Kalinchuk 37e | Arbitrage : Antonio Ilgrande Fraser Bell | Arbitrage : Antonio Ilgrande Fraser Bell |

| 18 janvier 2020 | Russie                                             | 5 - 4   | Pologne                                    |                                             |                                             |
| 10h15           | Kuraev 8, 13, 20e · Khairullin 14e · Nadyrshin 33e | (4 - 4) | Hulboj 2e · Kurowski 4e · Kasprzyk 16, 17e | Arbitrage : Ben Goentgen Paul van den Assum | Arbitrage : Ben Goentgen Paul van den Assum |
| 10h15           | Nadyrshin 12e · Kuraev 15e                         | Rapport | Kurowski 28e                               | Arbitrage : Ben Goentgen Paul van den Assum | Arbitrage : Ben Goentgen Paul van den Assum |

### Groupe B
| Rang | Équipe    | Pts | J | G | N | P | Bp | Bc | Diff |
| ---- | --------- | --- | - | - | - | - | -- | -- | ---- |
| 1    | Allemagne | 9   | 3 | 3 | 0 | 0 | 31 | 9  | +22  |
| 2    | Pays-Bas  | 6   | 3 | 2 | 0 | 1 | 19 | 13 | +6   |
| 3    | Tchéquie  | 3   | 3 | 1 | 0 | 2 | 8  | 21 | -13  |
| 4    | Belgique  | 0   | 3 | 0 | 0 | 3 | 8  | 23 | -15  |

| 17 janvier 2020 | Tchéquie                  | 2 - 6   | Pays-Bas                                           |                                               |                                               |
| 12h30           | Trejbal 10e · Zelezny 39e | (1 - 1) | Burkhardt 13, 31, 40e · Leijs 22e · Bakker 33, 36e | Arbitrage : Andres Ortiz Lukasz Zwierzchowski | Arbitrage : Andres Ortiz Lukasz Zwierzchowski |
| 12h30           | Uhlir 32e                 | Rapport | van de Venne 27e · Sweering 30e                    | Arbitrage : Andres Ortiz Lukasz Zwierzchowski | Arbitrage : Andres Ortiz Lukasz Zwierzchowski |

| 17 janvier 2020 | Allemagne | 12 - 1  | Belgique     |                                     |                                     |
| 13h45           | Müller 3e · Kamlade 14, 26e · Hartkopf 19, 38e · Schiffer 21, 22, 28, 30e · Prinz 32e · Doesch 36e · Schmid 40e | (3 - 1) | Degroote 13e | Arbitrage : Lee Barron Sean Edwards | Arbitrage : Lee Barron Sean Edwards |
| 13h45           | Rapport |         |              | Arbitrage : Lee Barron Sean Edwards | Arbitrage : Lee Barron Sean Edwards |

| 17 janvier 2020 | Belgique  | - | Pays-Bas |  |
| 18h30           |           |   |          |  |
|                 | [Rapport] |   |          |  |

| 17 janvier 2020 | Tchéquie  | - | Allemagne |  |
| 19h45           |           |   |           |  |
|                 | [Rapport] |   |           |  |

| 18 janvier 2020 | Belgique  | - | Tchéquie |  |
| 11h30           |           |   |          |  |
|                 | [Rapport] |   |          |  |

| 18 janvier 2020 | Allemagne | - | Pays-Bas |  |
| 12h45           |           |   |          |  |
|                 | [Rapport] |   |          |  |